# 歷史學系
歷史學系（英語：Department of History），亦稱史學系、歷史系，是大學文學院中的教學部門之一。在現代高等教育體系中，其通常以培養專業的歷史學家、基礎的歷史研究者，或中等教育歷史教師為重要之辦學目的。

## 活動概覽
一般而言，史学系學生通常修習人類自有文字紀錄以來，不限於國家、朝代、民族等範圍之政治、社會、經濟、文化的事件，並竭澤而漁地以搜集和整理資料等方式，來考辨和分析過去所發生之事件的前因後果，其在盡量地貼近歷史本來面目之過程中，亦能逐漸地達到試圖認識過去、理解過去之目的。史学系教師通常具有兩項職責——教學與研究，其在啟發學生的研究興趣、指導學生的報告寫作等培育歷史研究後進的同時，尚須用發表論文或出版專書的方式，來按時地向外公布自己的研究成果，以使大眾知曉。

## 科目
在漢字文化圈中，歷史學系所開設之科目有：
- 臺灣史
- 中國史
- 世界史
- 史學方法